# Isaiah Crews
Isaiah Samuel Crews (* 27. Juni 2005 in Flint, Michigan) ist ein US-amerikanischer Schauspieler.
Isaiah Crews’ Eltern sind Rebecca Crews und Terry Crews. Er hat vier Geschwister, darunter Azriel Patricia. Crews wurde durch die BET-Reality-Show The Family Crews bekannt, in der er eine Hauptrolle spielte.
Seinen bislang großen Erfolg hatte Crews in der von 2020 bis 2022 produzierten Nickelodeon-Sitcom Side Hustle.

## Filmografie
- 2010–2011: The Family Crews (Fernsehserie, 20 Folgen)
- 2018: Gamers’ Choice Awards (Fernsehspecial)
- 2020–2022: Side Hustle (Fernsehserie)